# 结巴乡
结巴乡（藏語：སྐྱེར་པ་，威利转写：skyer pa），是中华人民共和国西藏自治区山南市乃东区下辖的一个乡镇级行政单位。

## 行政区划
结巴乡下辖以下地区：
结巴村、格桑村、门仲村、多若村、滴新村和桑嘎村。